# Lexus IS
Lexus IS – samochód osobowy klasy średniej marki Lexus produkowany przez koncern Toyota Motor Corporation od 1998 roku. Obecnie produkowana jest trzecia generacja auta. Na bazie drugiej powstała sportowa odmiana IS F.
W sierpniu 2016 r. łączna liczba wyprodukowanych egzemplarzy wszystkich wersji modelu IS przekroczyła 1 milion.

## Pierwsza generacja

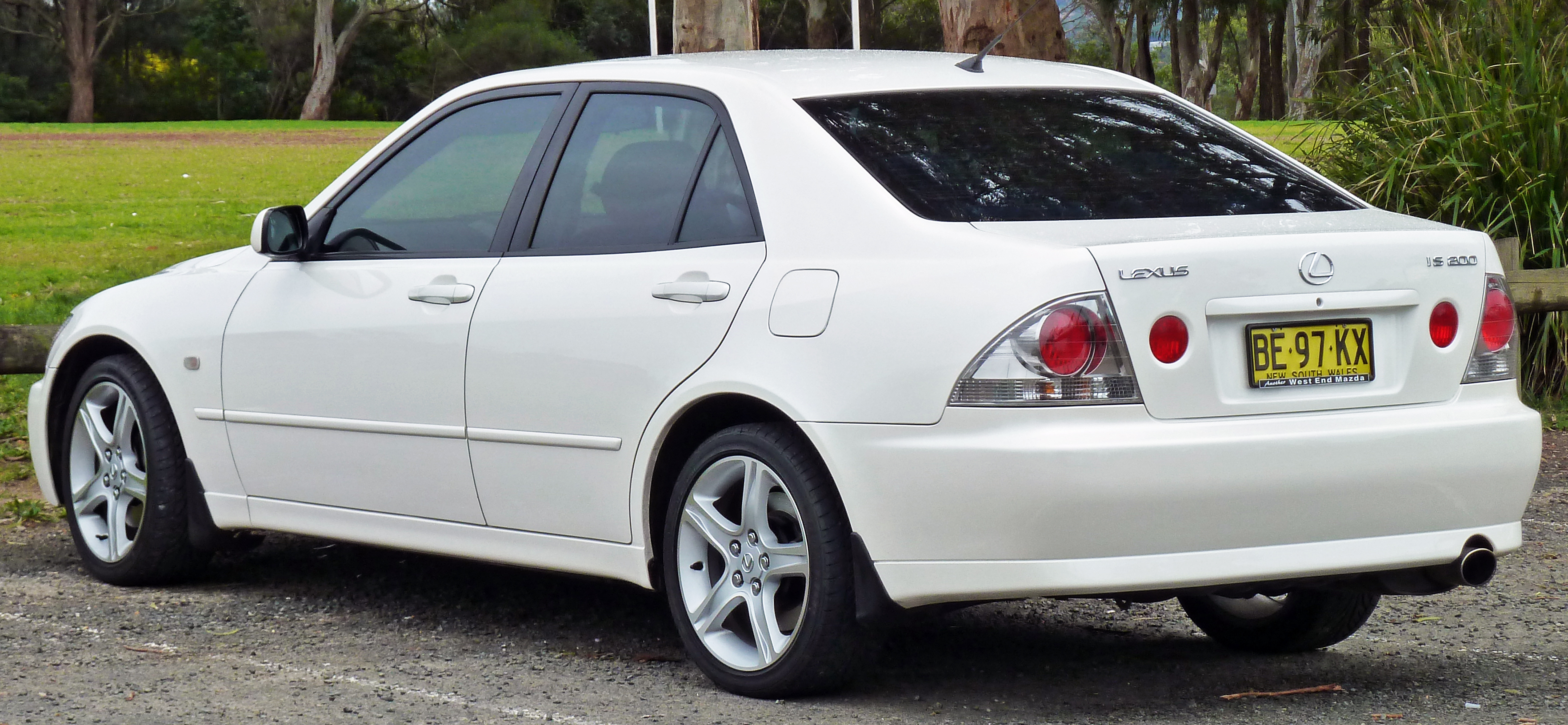
Tył IS 200

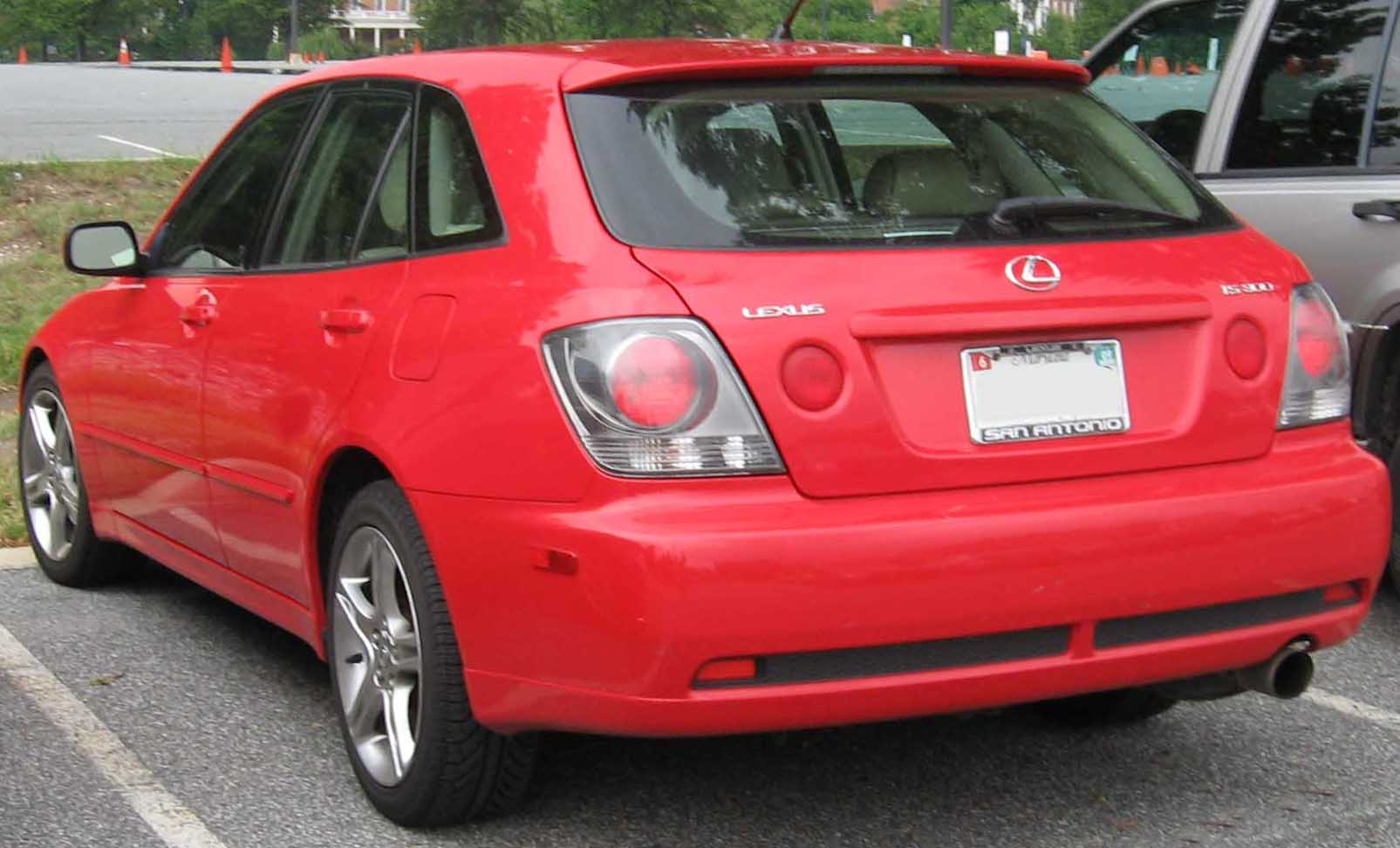
Lexus IS 300 kombi

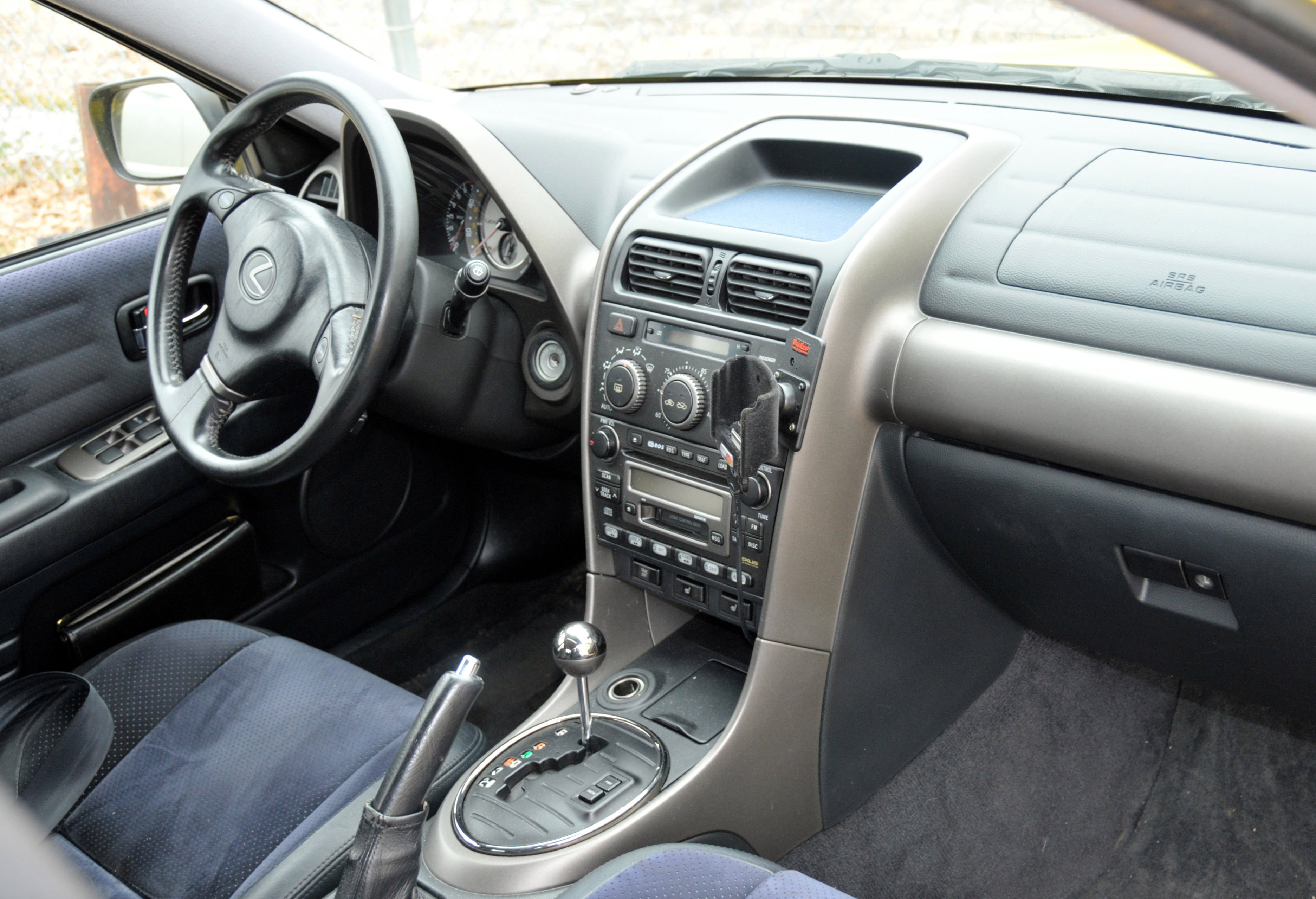
Wnętrze

Lexus IS I - auto zostało zaprezentowane podczas salonu samochodowego w Genewie w 1998 roku. Marka Lexus tym samochodem wkroczyła w klasę D premium rywalizując z takimi samochodami jak Mercedes-Benz klasy C czy BMW serii 3. W 2001 roku zaprezentowano odmianę kombi.
Zegary auta przypominają zegarek naręczny. Samochód wyposażyć można było w klimatyzację, skórzane, elektrycznie sterowane oraz podgrzewane fotele, zmieniarkę płyt CD, nawigację satelitarną.

### Dane techniczne
| Wersja       | Silnik:                   | Układ zasilania: | Średnica × skok tłoka: | St. sprężania: | Moc maksymalna:                    | Maks. moment obrotowy      | 0-100 km/h:  | V-max:       | Śr. zuż. paliwa / 100 km: |
| I generacja: | I generacja:              | I generacja:     | I generacja:           | I generacja:   | I generacja:                       | I generacja:               | I generacja: | I generacja: | I generacja:              |
| ------------ | ------------------------- | ---------------- | ---------------------- | -------------- | ---------------------------------- | -------------------------- | ------------ | ------------ | ------------------------- |
| IS200 R6 2.0 | R6 2,0 l (1988 cm³), DOHC | wtrysk           | 75,00 mm × 75,00 mm    | 10,0:1         | 155 KM (114 kW) przy 6200 obr./min | 195 N•m przy 4600 obr./min | 9,5 s        | 215 km/h     | 9,7 l                     |
| IS300 R6 3.0 | R6 3,0 l (2997 cm³), DOHC | wtrysk           | 86,00 mm × 86,00 mm    | 10,2:1         | 214 KM (157 kW) przy 5800 obr./min | 288 N•m przy 3800 obr./min | 7,2 s        | 230 km/h     | 10,8 l                    |

### Silnik
- 2.0 L 1G-FE R6 AS200 (155 KM)
- 2.0 L 3S-GE R4 RS200 (210 KM)
- 3.0 L 2JZ-GE R6 AS300 (213 KM)
- 3.0 L 2JZ-GE R6  (217 KM)
- 2.0 L Kompressor (186 KM)
- 2.0 L Kompressor (207 KM)

### Dostępne wersje
- Lexus IS 200/300
  - Classic
  - Sport
  - Prestige

## Druga generacja

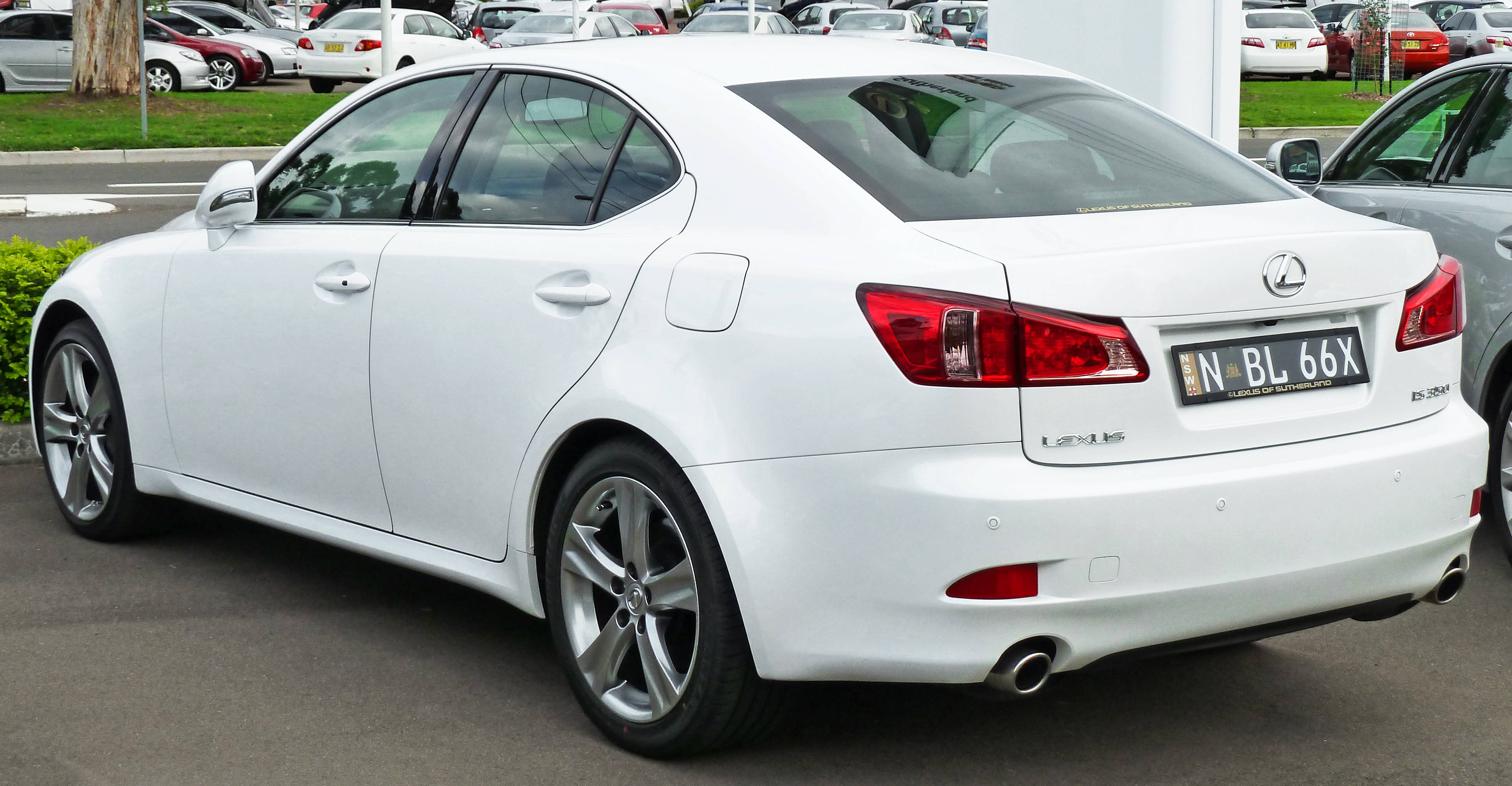
Tył IS 350

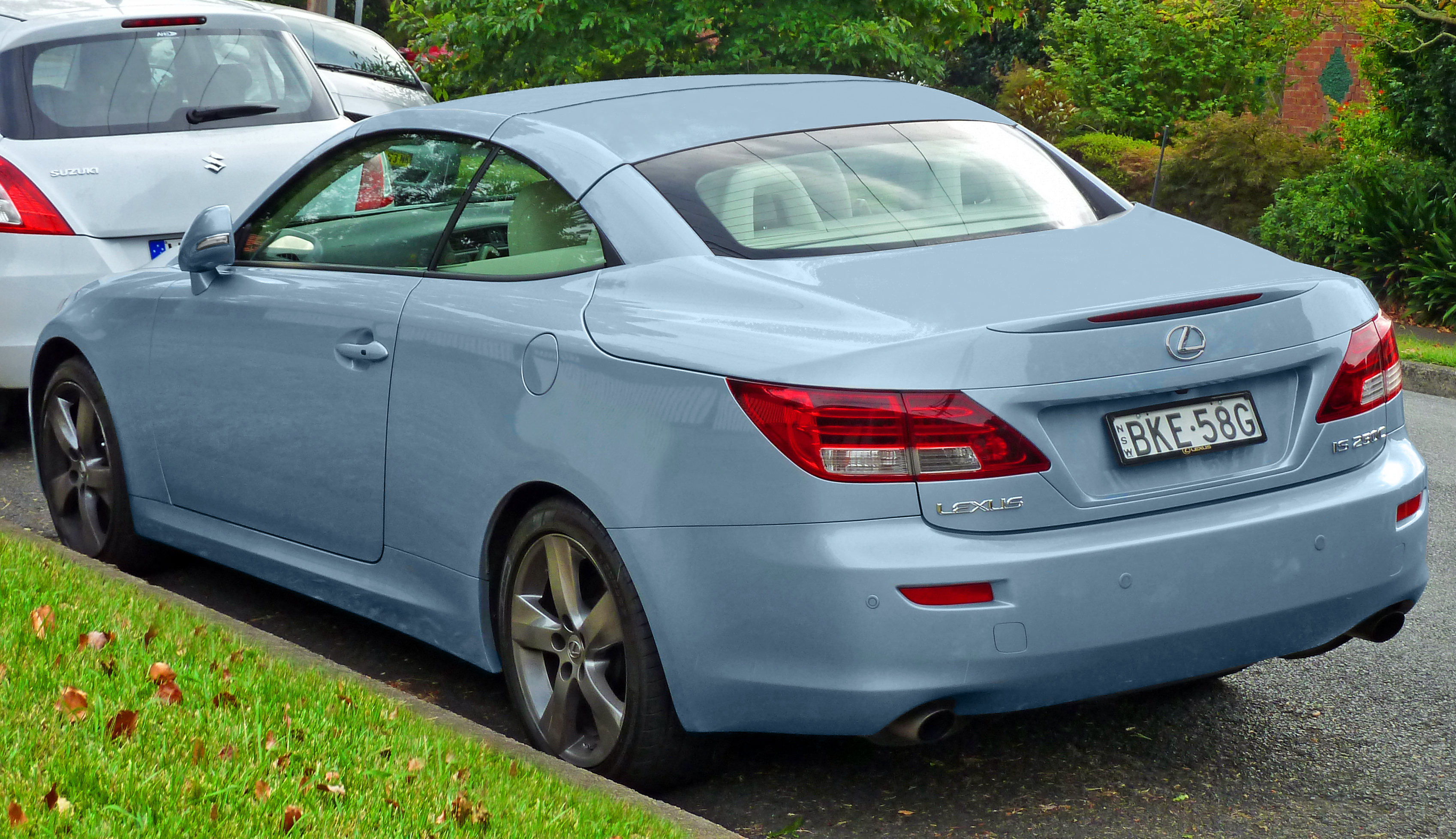
Lexus IS 250 C

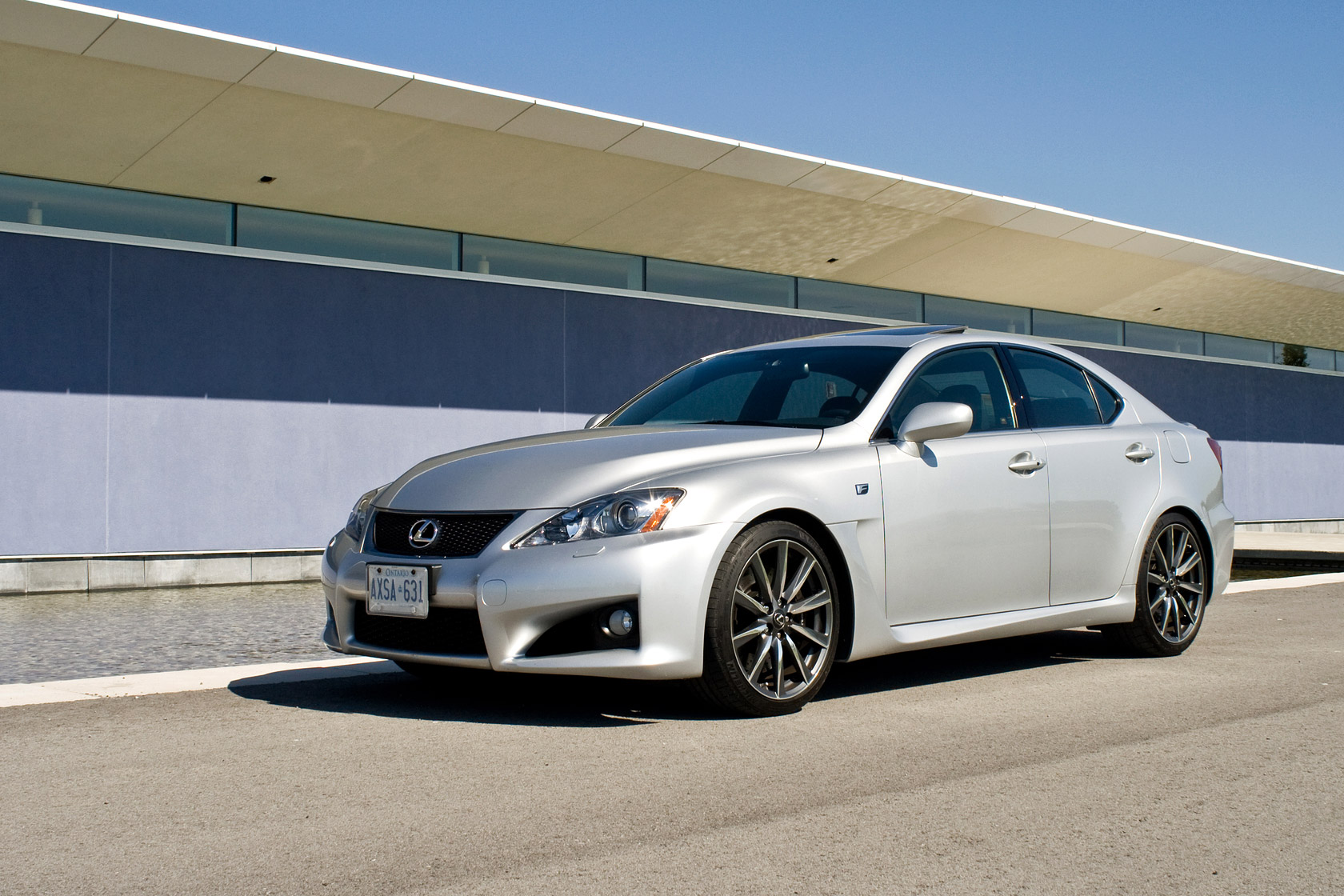
Lexus IS F

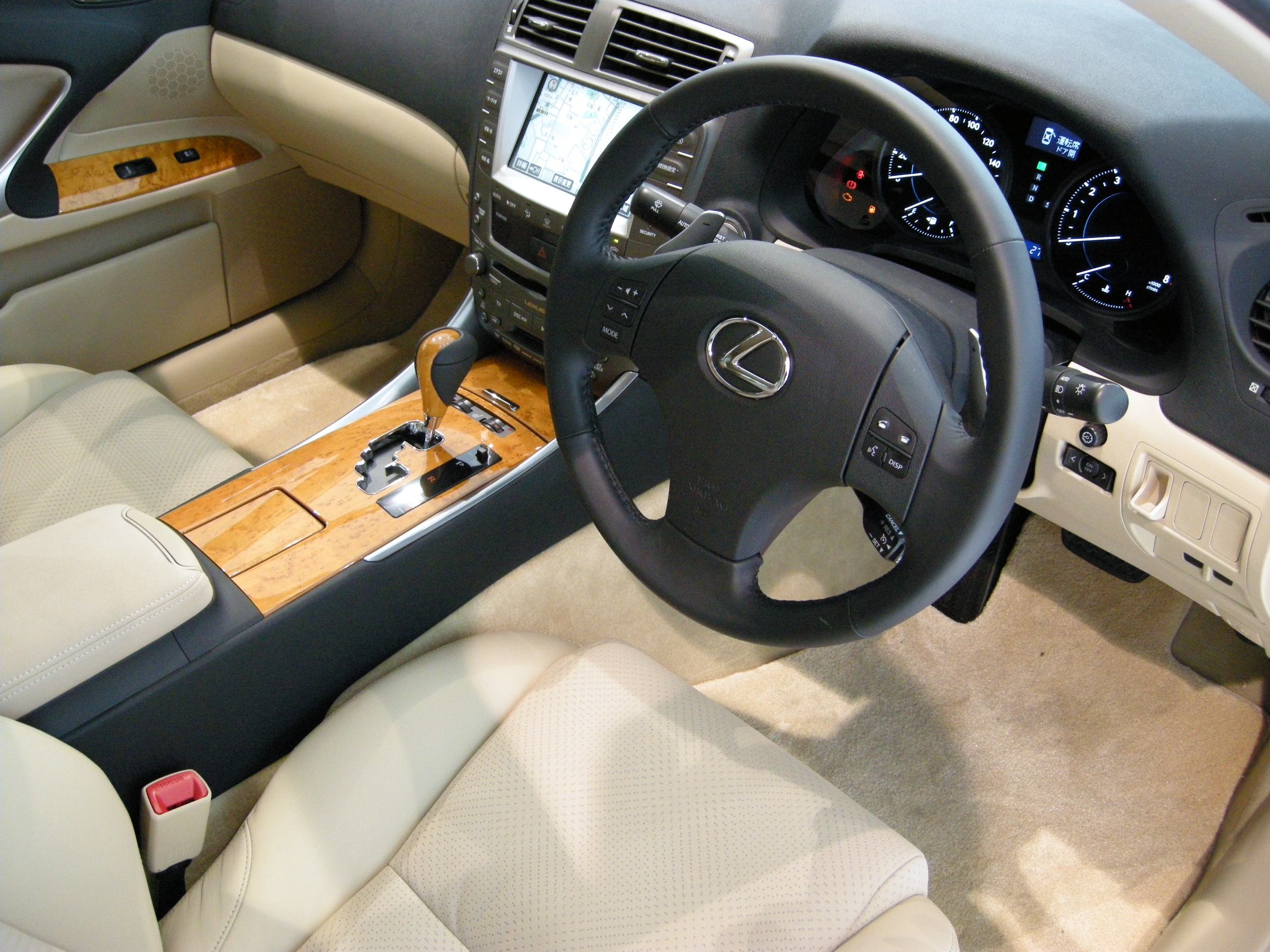
Wnętrze

Lexus IS II został zaprezentowany podczas salonu samochodowego w Paryżu w 2005 roku. Auto zostało zaprojektowane zgodnie z filozofią L-Finesse. Jest to drugi pojazd, po modelu GS, zaprojektowany zgodnie z tą ideą zapoczątkowaną przez koncepcyjne modele Lexus LF-S oraz Lexus LF-C. Jest uznawany za model bardzo mało awaryjny, ale części jak i serwis są stosunkowo drogie. 
Na Geneva Motor Show w 2008 roku zaprezentowano odmianę coupe-cabrio - Lexusa IS 250C oraz 350C. W 2010 roku zaprezentowano wersję po face liftingu. W aucie udoskonalono m.in. zestaw nagłośnieniowy i nawigacyjny, nowy pakiet wykończenia F-Sport oraz samoblokujący mechanizm różnicowy w odmianie IS F. W modelu po liftingu możliwy był wybór systemu nagłośnienia: dwie opcje to wysokiej klasy zestawy Lexusa z wbudowanym w deskę rozdzielczą 6-płytowym odtwarzaczem CD, sterowaniem przyciskami w kierownicy i 8 lub 13 głośnikami, a trzeci to 14-głośnikowy system Mark Levinson® Premium Surround Sound System, odtwarzający dźwięk w układzie wielokanałowym 5.1 zapisany na określonego rodzaju płytach CD i DVD. Wszystkie zestawy przygotowane są do odbioru radiowego w systemie cyfrowym DAB, a ponadto wyposażone zostały w złącze USB i gniazda przyłączeniowe audio, pozwalające w pełni kontrolować podłączone do nich przenośne urządzenia, np. odtwarzacze typu iPod, zaś funkcja transmisji strumieniowej umożliwia przesyłanie zapisu dźwiękowego z podłączonego do zastawu telefonu komórkowego Bluetooth. Fabrycznie montowany pakiet F-Sport dostępny był w wersjach z silnikiem diesla lub benzynowym wyposażonych w automatyczną skrzynią biegów. Jego zewnętrznymi atrybutami są między innymi osłona chłodnicy jak w modelu IS F, tylny spojler oraz specjalnie zaprojektowane 18-calowe tarcze kół.

### Dane techniczne
- IS 200d - 2.2d l, 150 KM
- IS 220d - 2.2d l, 177 KM - tylko Europa
- IS 250 - 2.5 l V6, 208 KM
- IS 250 AWD - 2.5 l V6, 208 KM - tylko Japonia, USA i Kanada
- IS 300 - 3.0 l V6, 230 KM - tylko rynki azjatyckie
- IS 350 - 3.5 l V6. 310 KM - tylko Japonia, USA i Kanada
- IS-F - 5.0 l V8, 423 KM

## Trzecia generacja

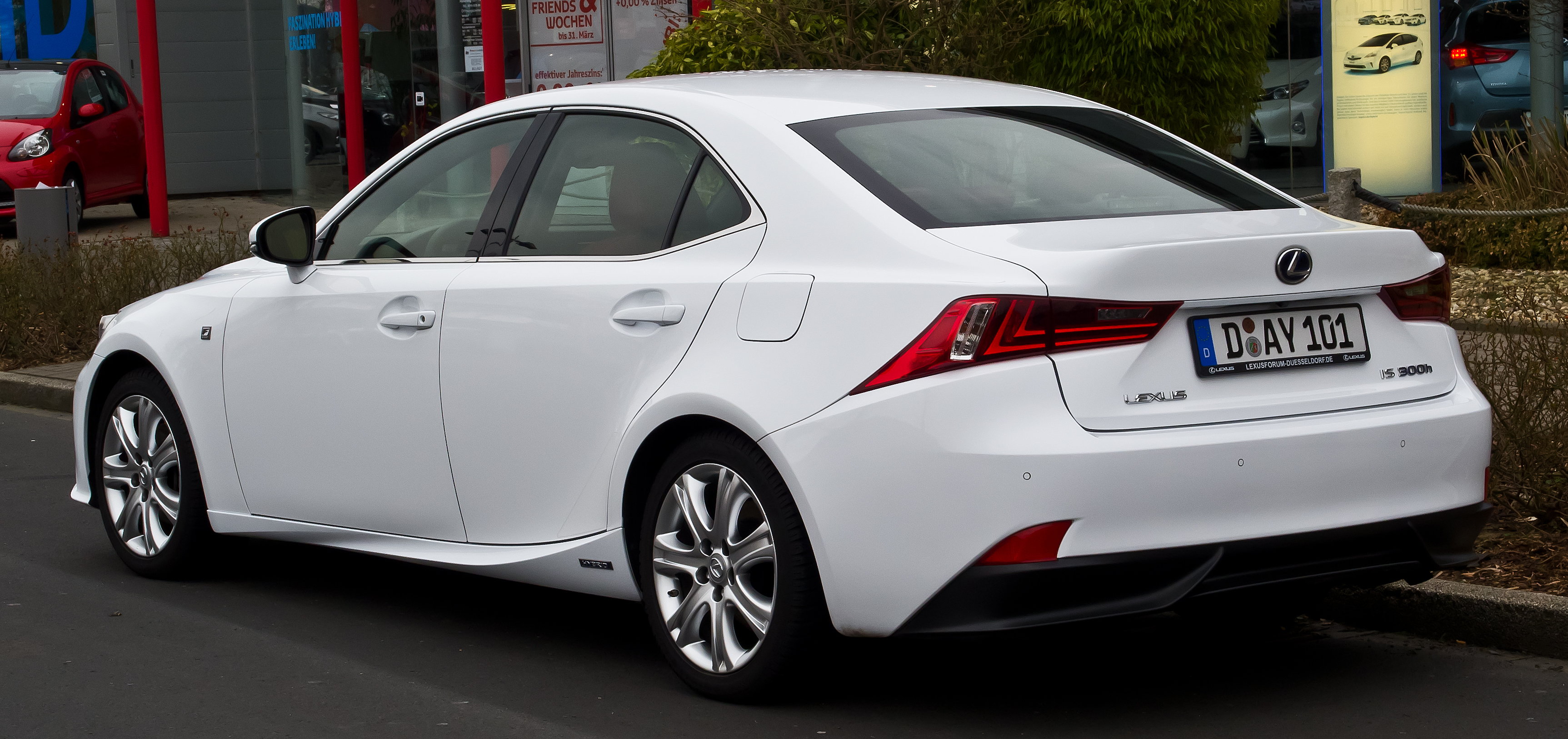
Tył IS III

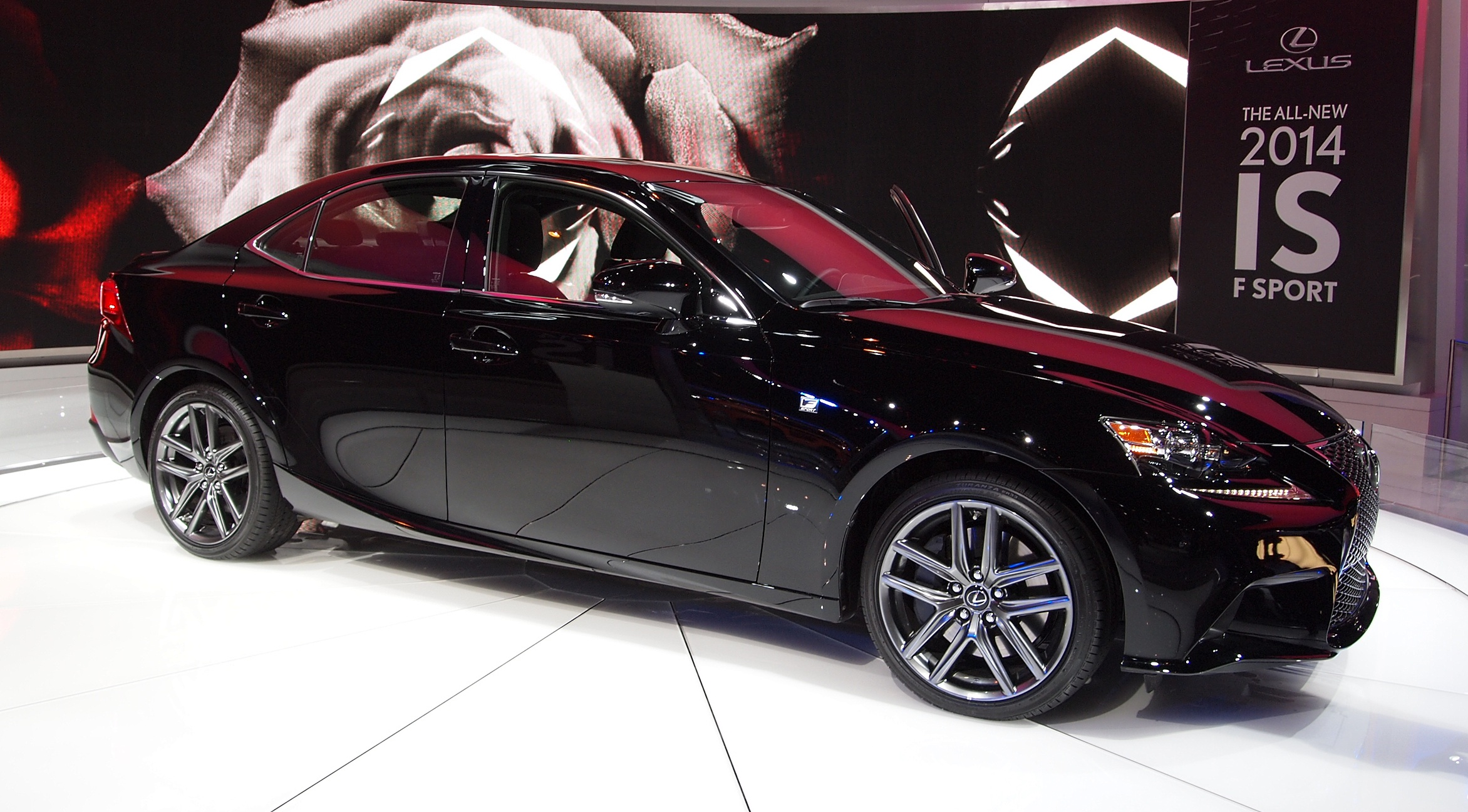
Lexus IS 350 FSport

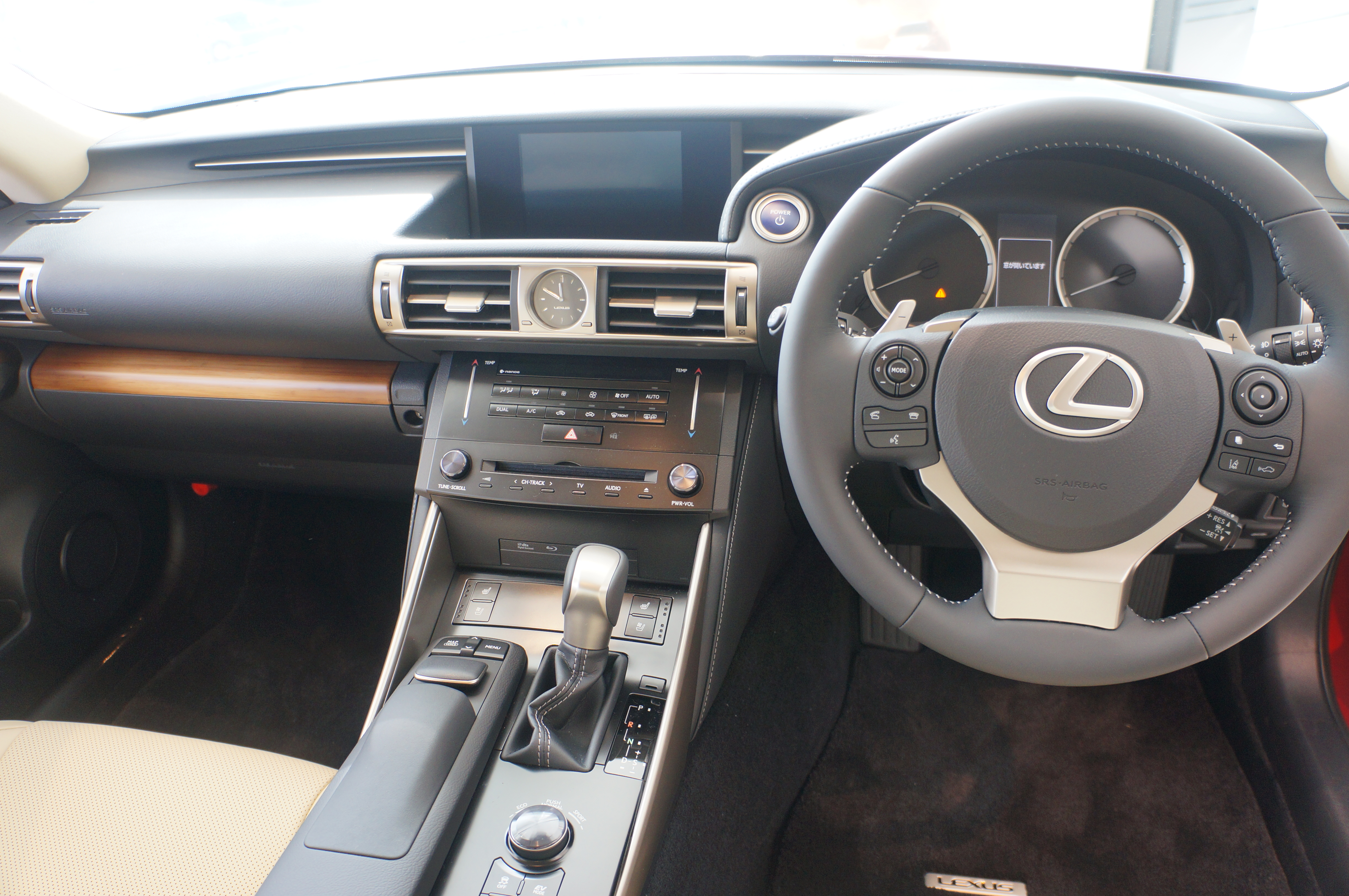
Wnętrze IS III

Lexus IS III – trzecia generacja auta zadebiutowała w Detroit w styczniu 2013 roku. Model jest ostatnim w gamie Lexusa, który otrzymał charakterystyczny grill cechujący obecnie całą paletę Lexusa. Europejski debiut miał miejsce na salonie w Genewie w marcu 2013 roku. Sprzedaż auta w Polsce ruszyła w czerwcu 2013 roku. Premiera pojazdu została poprzedzona wersją koncepcyjną pod nazwą Lexus LF-CC zaprezentowaną w 2012 roku w Paryżu. W 2014 roku w Polsce wg Centralnej Ewidencji Pojazdów i Kierowców (CEPiK) zarejestrowano 474 nowe egzemplarze Lexusa IS. Tym samym był on drugim, najpopularniejszym modelem w ofercie marki. 
Współczynnik Cx wynosi 0,28.
W 2015 roku zrezygnowano z silnika 2.5 na rzecz turbodoładowanego, czterocylindrowego silnika o pojemności 2 litrów i mocy 245 koni mechanicznych oznaczonego jako 200t a w roku 2018 symbol ten został zmieniony na 300.  
W kwietniu 2016 roku na wystawie motoryzacyjnej w Pekinie przedstawiono odświeżoną wersję auta o zaktualizowanej stylistyce i unowocześnionym wyposażeniu wnętrza z wysokorozdzielczym ekranem LCD o przekątnej 10,3 cala. 
Światła do jazdy dziennej w pojeździe zamontowano w kształcie litery L. Każda wersja auta dostępna jest z systemem Drive Mode Select, który umożliwia wybranie jednego z trzech trybów jazdy: Eco, Normal oraz Sport.

### Wersje wyposażeniowe[14]
- Elite
- Business
- Elegance
- Comfort
- F Sport[15] - standardowo wyposażone w 18-calowe alufelgi, specjalną atrapę chłodnicy, reflektory LED, ekskluzywne fotele znane z LFA oraz aluminiowe pedały
- Prestige
- 25 Anniversario - edycja limitowana przeznaczona na rynek hiszpański powstała w liczbie 25 egzemplarzy z okazji 25-lecia istnienia marki Lexus. Pojazd zaprezentowano podczas salonu samochodowego w Madrycie w 2014 roku[16]

Auto wyposażone jest w aktywną pokrywę komory silnika, która unosi się w przypadku kolizji z pieszym, osiem poduszek powietrznych. Samochód wyposażyć można w 15-głośnikowy system audio marki Mark Levinson Premium, 12-kanałowy cyfrowy wzmacniacz klasy D współpracujący z 15-głośnikami GreenEdge TM oraz "Auto Volume", który dopasowuje głośność do każdego odtwarzanego utworu, a także w BSM - system monitorowania martwego pola i w interaktywny system multimedialny za którego pomocą sterować można nawigacją oraz telefonem komórkowym.

#### Hybryda[17]
Auto napędzane jest 2,5 litrowym, czterocylindrowym silnikiem benzynowym o mocy 181 KM pracującym w cyklu Atkinsona, wyposażonym w układ wtryskowy D-4S, podwójny układ zmiennych faz rozrządu VVT-i oraz układ recyrkulacji spalin EGR. Auto napędza tylną oś za pośrednictwem elektrycznie sterowanej bezstopniowej przekładni. Auto do setki przyśpiesza w 8,3 s i rozwija prędkość maksymalną 210 km/h. Auto zostało wyposażone w możliwość wybrania trybów jazdy: EV - tylko napęd elektryczny, ECO - minimalizacja zużycia paliwa, Normal - zwyczajna jazda, Sport/Sport S - dynamiczna reakcja na otwarcie przepustnicy oraz sportowe działanie układu kierowniczego, Sport S+ - modulowana sztywność zawieszenia. Akumulatory silnika elektrycznego ulokowano pod podłogą bagażnika.
W styczniu 2014 roku samochód wyróżniony został tytułem Best in Class przyznawanym cyklicznie najbezpieczniejszym pojazdom ubiegłego roku przez Euro NCAP.

### Facelifting 2020

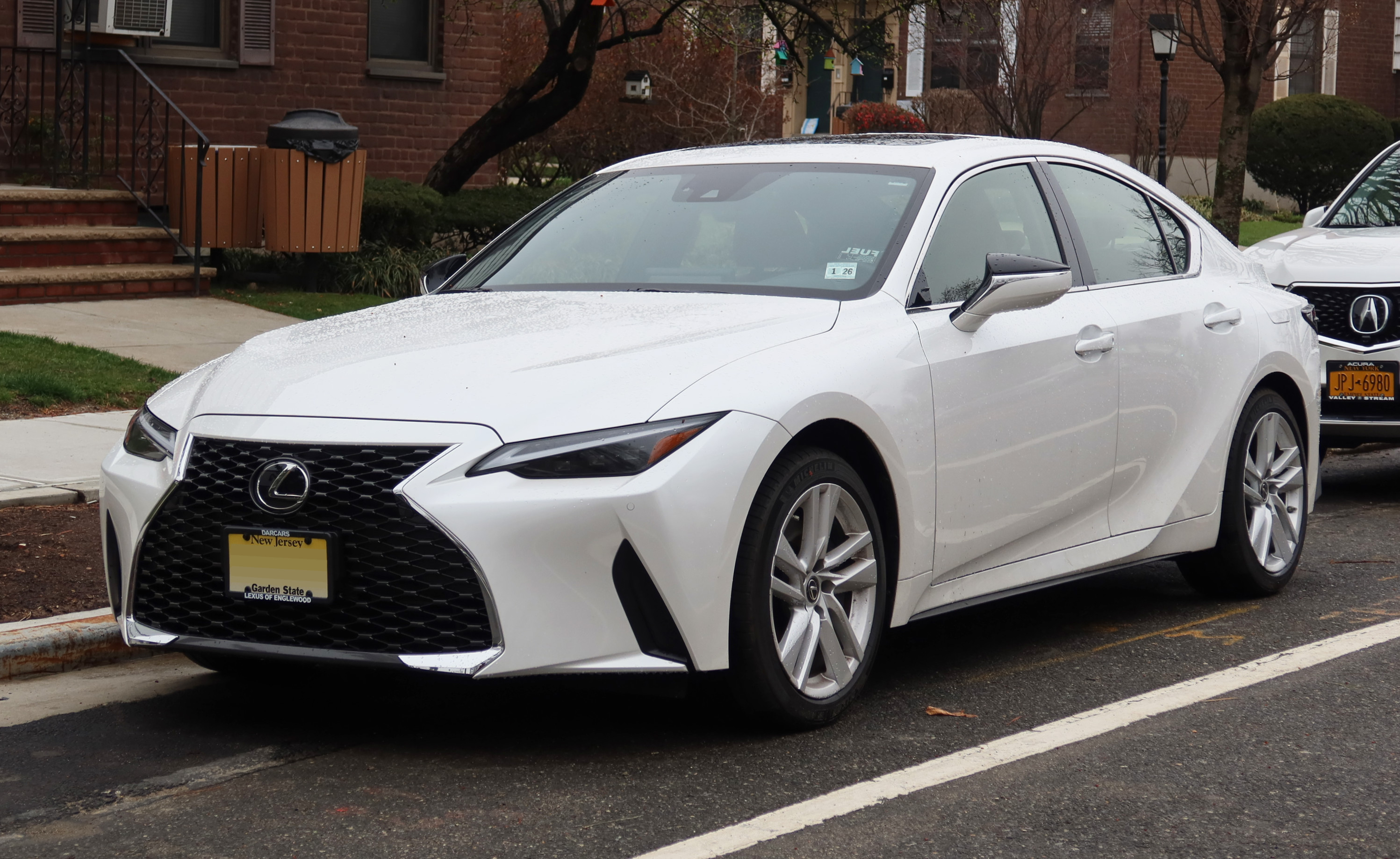
Lexus IS po faceliftingu 2020

W 2020 roku Lexus IS przeszedł gruntowny facelifting. Auto zyskało m.in. nowy wygląd nadwozia oraz zmodyfikowany system multimedialny z ekranem dotykowym i jest dostępne na wybranych rynkach. 

#### Lexus IS 500

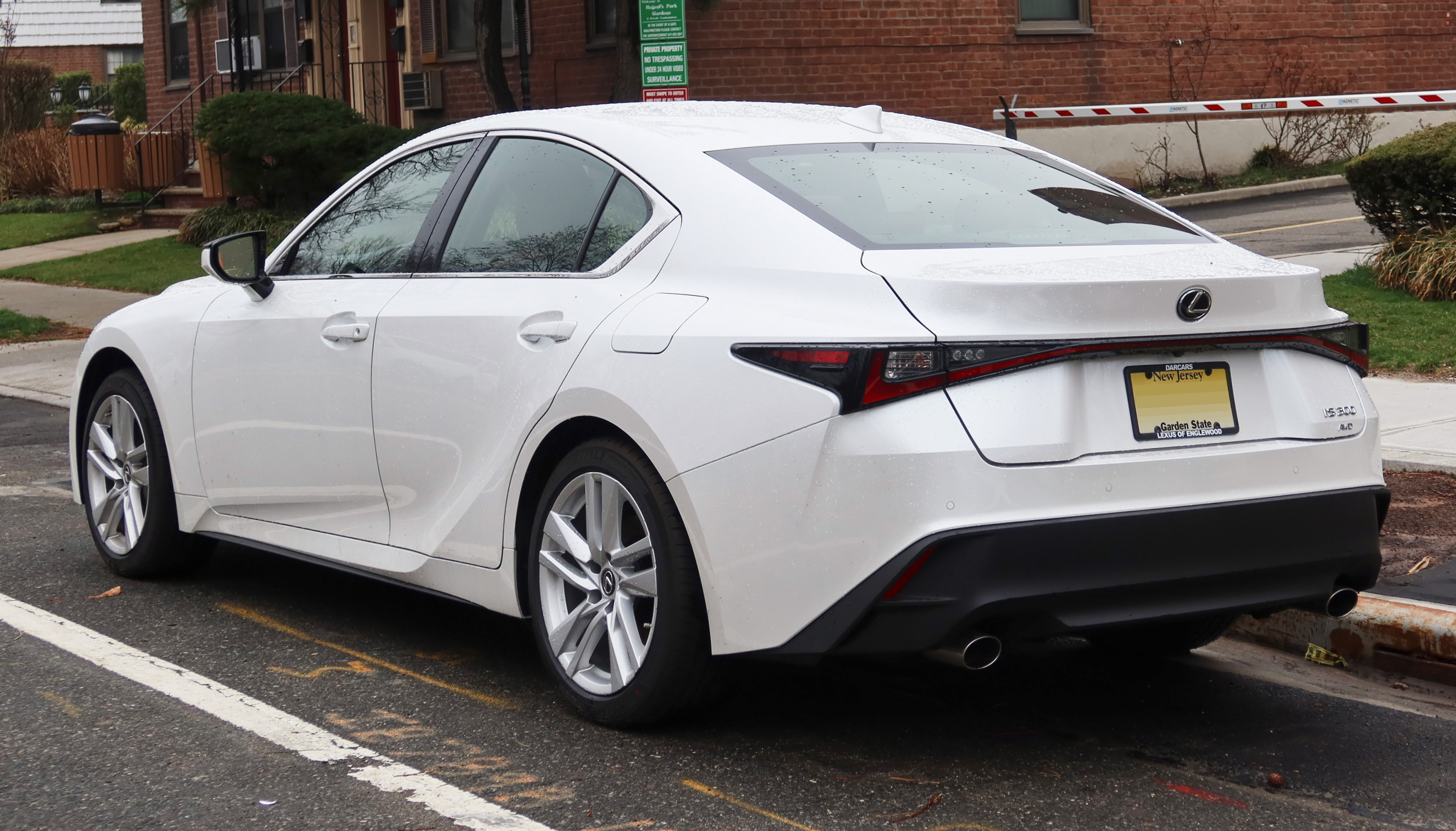
Lexus IS po faceliftingu 2020 (tył)

Na początku 2021 roku w Stanach Zjednoczonych ogłoszono wprowadzenie do oferty wariantu IS 500 z wolnossącym silnikiem V8 o pojemności 5 l i mocy niespełna 480 KM znanym z modeli LC 500 i RC F. Jednostka napędza wyłącznie tylne koła. Według danych producenta samochód przyspiesza od 0 do 60 mil/h (97 km/h) w 4,5 s. 
W 2025 roku potwierdziły się informacje o rzekomym wycofaniu Lexusa IS w listopadzie tego roku z pozostałych rynków, a powodem jest niskie zainteresowanie modelem, zwiększony popyt na SUV-y i crossovery oraz rozwój elektryfikacji marki. Oznacza to że po 25 letniej produkcji modelu klasy średniej Lexus IS przejdzie do historii, a rolę najmniejszego modelu w ofercie przejmie Lexus ES. 

## Pozostałe informacje
- Lexus IS Sportcross to jedyne jak do tej pory kombi w historii Lexusa.
- Firma RTFKT we współpracy z amerykańskim oddziałem Lexusa stworzyła buty inspirowane modelem IS 350 F Sport Dynamic Handling Package[23].
- W 2021 roku amerykański oddział Lexusa zaprezentował specjalny egzemplarz modelu IS wyposażony we w pełni funkcjonalny adapter płyt winylowych umieszczony zamontowany w desce rozdzielczej[24].